# Спурий Навтий Рутил (консул 488 года до н. э.)
Спурий Навтий Рутил (лат. Spurius Nautius Rutilus; VI—V века до н. э.) — римский политический деятель из патрицианского рода Навтиев, консул 488 года до н. э.
Спурий Навтий впервые упоминается в сохранившихся источниках в связи с первой сецессией плебеев 494/493 года до н. э. как «самый славный из молодых сенаторов» (по словам Дионисия Галикарнасского). Консулом он стал вместе с Секстом Фурием Медуллином Фузом. Именно во время его консульства произошёл мятеж Гнея Марция Кориолана. Народ заставил Навтия и Фурия начать переговоры с мятежником. Тот отверг мирные предложения, но после встречи с женой и матерью увёл свои войска с римской земли и вскоре погиб.